# Sciastes
Sciastes is een geslacht van spinnen uit de familie hangmatspinnen (Linyphiidae).

## Soorten
De volgende soorten zijn bij het geslacht ingedeeld:
- Sciastes carli (Lessert, 1907)
- Sciastes dubius (Hackman, 1954)
- Sciastes extremus Holm, 1967
- Sciastes hastatus Millidge, 1984
- Sciastes hyperboreus (Kulczyński, 1908)
- Sciastes mentasta (Chamberlin & Ivie, 1947)
- Sciastes tenna Chamberlin, 1949
- Sciastes truncatus (Emerton, 1882)